# زينو دافيدوف
ولد زينو دافيدوف في الحادي عشر من مارس في العام 1906 في روسيا، وهو الابن الأكبر في عائلة تتألف من أربعة أطفال، والده عمل في تجارة التبغ، وطفولته ضبابيّة بعض الشيء، فلا إشارات واضحة عن تفاصيلها. في العام 1911 هاجرت عائلته إلى جنيف سويسرا بهدف الحصول على حياة أفضل، وافتتحت محلاً لها لبيع التبغ في العام التالي لوصولها.
أنهى زينو دراسته الثانوية في العام 1924، ثمّ سافر إلى أميركا اللاتنينيّة، لمعرفة المزيد عن تجارة التبغ، وتمضية الوقت في أماكن مثل الأرجنتين والبرازيل وكوبا، كما عمل في المزارع هناك. وبعد ست سنوات عاد إلى سويسرا، ليحول متجر أهله المتواضع إلى تجارة ضخمة، ويبيع أنواع فريدة ونادرة من السيجار الكوبي، حاصداً النجاحات والأرباح الماديّة عاماً بعد عام. كما بدأ العمل على إصدار الكتب عن السيجار الكوبي والعلامات التجاريّة العالية. وقد توفي زينو في العام 1994.
من التبغ إلى عالم التجميل وتحديداً العطور، والمنتجات الجلديّة والأكسسوارات في بداية الثمانينيات. حيث ابتكر العطر الأول للدار في العام 1984، ولاقت نجاحاً منقطع النظير في العطور النسائية والرجالية على السواء. واليوم صار للماركة أكثر 56 عطراً في الأسواق العالمية.

## روابط خارجية
- زينو دافيدوف على موقع مونزينجر (الألمانية)